# Lill-Öratjärnen (Hede socken, Härjedalen)
Lill-Öratjärnen är en sjö i Härjedalens kommun i Härjedalen och ingår i Ljusnans huvudavrinningsområde. Sjön har en area på 0,116 kvadratkilometer och ligger 789,8 meter över havet. Sjön avvattnas av vattendraget Mammerån.

## Delavrinningsområde
Lill-Öratjärnen ingår i det delavrinningsområde (692025-136992) som SMHI kallar för Ovan 692074-137084. Medelhöjden är 799 meter över havet och ytan är 1,13 kvadratkilometer. Det finns inga avrinningsområden uppströms utan avrinningsområdet är högsta punkten. Mammerån som avvattnar avrinningsområdet har biflödesordning 3, vilket innebär att vattnet flödar genom totalt 3 vattendrag innan det når havet efter 342 kilometer. Avrinningsområdet består mestadels av skog (87 procent). Avrinningsområdet har 0,12 kvadratkilometer vattenytor vilket ger det en sjöprocent på 10,3 procent.